# Charles Curtis
Thomas Charles Curtis (ur. 25 stycznia 1860 w Topeka, zm. 8 lutego 1936 w Waszyngtonie) – amerykański prawnik i polityk, działacz Partii Republikańskiej, 31. wiceprezydent USA (1929–1933). 
Kongresmen i senator ze stanu Kansas, funkcjonariusz rządowy wysokiego szczebla. Był pierwszym Amerykaninem, posiadającym indiańskich przodków (z plemienia Kaw, zwanego też Kansa) i zarazem pierwszym nie w pełni białym Amerykaninem (w 3⁄8 pochodzenia indiańskiego), który objął jedno z dwóch najważniejszych stanowisk w państwie.

## Życiorys
Przyszedł na świat w Topeka w stanie Kansas. Jego ojcem był pochodzący z Indiany biały Orren Arms (Captain Jack) Curtis, a matką Ellen Pappan Curtis, półkrwi Indianka z plemienia Kaw (po żonie prapradziadka miał też ponoć nieco krwi plemienia Osedżów). Gdy w 1863 jego matka zmarła, ojciec – żołnierz Unii – oddał trzyletniego Charlesa pod opiekę białej babki Permelii Hubbard Curtis z Topeka – zagorzałej metodystki i Republikanki. Trzy lata później młody Charles trafił do swojej indiańskiej babki Julie Gonville Pappan z rezerwatu Indian Kaw w Council Grove, gdzie uczęszczał do szkoły misyjnej. Gdy w 1868 Indian Kaw przeniesiono na Terytorium Indiańskie, za radą dziadków zamieszkał ponownie z babką w Topeka, gdzie kontynuował naukę. W letnich miesiącach w latach 1869–1875 dorabiał m.in. jako woźnica i dżokej w Kansas, na Terytorium Indiańskim i w Teksasie.
Indianom amerykańskim przyznano obywatelstwo i prawa wyborcze dopiero w 1924 za prezydentury Calvina Coolidge’a. Curtis nie był jednak Indianinem czystej krwi, lecz mieszkającym poza rezerwatem Metysem i w 1878 Urząd ds. Indian (Indian Office) skreślił go z listy członków plemienia Kaw (wpisano go ponownie w 1898). Mimo powszechnych wówczas uprzedzeń jego indiańskie pochodzenie nie przeszkodziło mu w robieniu kariery. Pomogły mu w tym niewątpliwie podkreślane przez współczesnych: inteligencja, przenikliwość, zmysł do interesów i ujmujący charakter.
Uczęszczał m.in. do Topeka High School, a następnie studiował prawo w kancelarii Aderiala H. Case’a w Topeka i w 1881 – jako 21-latek – został przyjęty do korporacji adwokackiej. Jako prawnik od 1885 do 1889 był m.in. prokuratorem okręgowym w Shawnee County. Prowadził wówczas wiele spraw, głównie w zakresie prawa kryminalnego, i większość wygrywał (w tym sprawę o zamordowanie Indianina przez białego, w której argumentował, że gdyby ofiarą był biały, to przyszły morderca prawdopodobnie odstąpiłby od zbrodni). W okresie prohibicji był w Topeka pierwszym prokuratorem, który w ciągu 30 dni doprowadził do zamknięcia wszystkich saloonów w mieście.
Odziedziczoną wraz z siostrą po śmierci matki niewielką działkę na terenie byłego rezerwatu Kaw przekształcił w dochodowy interes, podając to później wielokrotnie jako przykład osiągnięć Indian, którym przyzna się prawo do indywidualnej własności ziemi i prawa obywatelskie (co umożliwiła tzw. Ustawa Dawesa z 1887) i używając tego jako argumentu za dążeniem do szybkiej asymilacji Indian.
27 listopada 1884 ożenił się z pochodzącą z Pensylwanii Annie Elizabeth Baird (zm. 20 czerwca 1924) i miał z nią trójkę dzieci. Rok później, wraz z wyborem na prokuratora okręgowego, rozpoczął trwającą blisko cztery dekady karierę polityczną.
Przez sześć kolejnych kadencji, od 4 marca 1893 do 28 stycznia 1907 był republikańskim członkiem Izby Reprezentantów, a następnie członkiem Senatu od 28 stycznia 1907 (z przerwami) do 3 marca 1929.
Pod koniec XIX w. był autorem kilku (odrzucanych w większości) projektów ustaw mających wprowadzić zmiany na Terytorium Indiańskim i uczynić z niego kolejny stan USA. W 1898 był autorem tzw. ustawy Curtisa, która ograniczyła uprawnienia sądów plemiennych, przygotowała grunt pod asymilację tamtejszych tzw. Pięciu Cywilizowanych Narodów i umożliwiła powstanie Oklahomy. W Kongresie starał się dbać o przyszłość indiańskich sierot i kobiet, broniąc jednocześnie przywilejów koncernów górniczych i naftowych, eksploatujących za bezcen bogactwa naturalne w indiańskich rezerwatach. W 1902 głosował za ustawą o likwidacji plemienia Kaw oraz podzieleniu ziem rezerwatu – 160 akrów otrzymało wówczas państwo (obecnie miasto Washunga w Oklahomie), a 1625 akrów – sam Curtis i jego dzieci (który zadbał wcześniej o ponowne wpisanie go na listę członków plemienia Kaw). W grudniu 1923 był autorem pierwszej senackiej wersji tzw. Poprawki o równych prawach do Konstytucji USA.
Curtis był zwolennikiem integracji Indian w społeczeństwie amerykańskim na równych prawach z innymi obywatelami i w 1924 głosował za przyznaniem im praw obywatelskich i wyborczych. Chociaż uważano go za konserwatystę, to opowiadał się też m.in. za ustawami o przyznaniu praw wyborczych kobietom, zakazie pracy osób młodocianych, ochronie praw związkowych i wspieraniu rolnictwa przez państwo.
Przez pewien czas był prezydentem pro tempore Senatu USA, a także wysokim funkcjonariuszem Departamentu Zasobów Wewnętrznych oraz przewodniczącym senackiej komisji ds. Indian, przewodniczącym komisji obrony wybrzeża i przewodniczącym Konferencji Republikanów. W latach 1925–1929 był też liderem republikańskiej większości w Senacie. W 1932 jako wiceprezydent otwierał Letnie Igrzyska Olimpijskie w Los Angeles (przemówienie to słychać na filmie The Jim Thorpe Story).
W wyborczym roku 1928, kiedy to prezydencką nominację Republikańską uzyskał Herbert Hoover, Curtis został mianowany kandydatem na wiceprezydenta USA (choć z uwagi za swe zasługi dla Republikanów po cichu liczył nawet na prezydenturę). Republikanie wygrali wtedy wybory i Curtis został 31. wiceprezydentem. Funkcję tę pełnił przez jedną czteroletnią kadencję, od 4 marca 1929 do 3 marca 1933. Jako wiceprezydent opowiadał się za poprawą sytuacji amerykańskich Indian, nie wskazywał jednak, w jaki konkretnie sposób miałoby to nastąpić. Krytykował natomiast propozycje reform, przedkładane m.in. przez późniejszego znanego Komisarza ds. Indian Johna Colliera. Znudzony szybko rutyną drugorzędnych obowiązków, poświęcał się organizacji licznych przyjęć dyplomatycznych i dekorowaniu biura dziełami indiańskich artystów. Na posiedzeniach gabinetu odzywał się nieczęsto i równie rzadko był proszony o radę.
W 1932 ponownie uzyskał nominację, jednakże ubiegający się o reelekcję tandem Hoover-Curtis został pokonany przez kandydatów demokratycznych Franklina D. Roosevelta i Johna N. Garnera.
Po przegranej i wycofaniu się z aktywnej działalności politycznej Curtis zamieszkał w 1933 w Waszyngtonie i podjął praktykę adwokacką; zmarł na atak serca w Waszyngtonie cztery lata później. Pochowano go w Topece.
Przez wiele lat był najbardziej znanym obywatelem stanu Kansas i osobą mieszanego pochodzenia na najwyższym stanowisku państwowym w USA. Obieralne stanowiska polityczne sprawował w sumie przez 38 lat. 4 marca 1959, w 30 rocznicę wyboru na urząd wiceprezydenta USA, w obecności wiceprezydenta Richarda Nixona wpisano go do Narodowego Panteonu Sławy Amerykańskich Indian w Andariko, w Oklahomie.